# Chitoniscus brachysoma
Chitoniscus brachysoma är en insektsart som först beskrevs av Sharp 1898.  Chitoniscus brachysoma ingår i släktet Chitoniscus och familjen Phylliidae. Inga underarter finns listade i Catalogue of Life.